# Baryphini
Baryphini è una tribù di ragni appartenente alla Sottofamiglia Plexippinae della Famiglia Salticidae dell'Ordine Araneae della Classe Arachnida.

## Distribuzione
I due generi oggi noti di questa tribù sono diffusi in Africa; Polemus è endemico della sola Sierra Leone.

## Tassonomia
A dicembre 2010, gli aracnologi riconoscono 2 generi appartenenti a questa tribù:
- Baryphas Simon, 1902 — Africa (5 specie)
- Polemus Simon, 1902 — Sierra Leone (3 specie)